# Innungskrankenkasse Brandenburg und Berlin
Die Innungskrankenkasse Brandenburg und Berlin (IKK BB) mit dem Sitz in Potsdam ist eine deutsche Innungskrankenkasse und entstand 1999 aus der Fusion der IKK Brandenburg und der IKK Berlin. Als Teil der gesetzlichen Krankenversicherung ist sie eine Körperschaft des öffentlichen Rechts.

## Beitragssätze
Seit 1. Januar 2009 werden die Beitragssätze vom Gesetzgeber einheitlich vorgegeben. Der allgemeine Beitragssatz wurde 2015 auf 14,6 % festgesetzt, jeweils 7,3 % auf Arbeitgeber- und auf Arbeitnehmerseite.
Die IKK BB erhebt seit 1. Januar 2023 einen überdurchschnittlichen Zusatzbeitrag in Höhe von 1,77 Prozent des beitragspflichtigen Einkommens.

## Verwaltungsrat
In der paritätisch besetzten Selbstverwaltung (Verwaltungsrat) der IKK Brandenburg und Berlin bestimmen Arbeitgeber- und Arbeitnehmervertreter die Handlungen mit. Der Verwaltungsrat wird im Rahmen von Sozialwahlen von der Versichertengemeinschaft für sechs Jahre eingesetzt. Die Selbstverwaltung der IKK Brandenburg und Berlin besteht aktuell aus 14 Arbeitgebervertretern, Repräsentanten des organisierten brandenburgischen und Berliner Handwerks, und aus 14 Arbeitnehmervertretern aus dem gewerkschaftlichen Umfeld des regionalen Handwerks. Hinzu kommt eine jeweils gleiche Anzahl an stellvertretenden Mitgliedern.

## Struktur und Vorstand
Die IKK Brandenburg und Berlin ist regional aufgestellt und gliedert sich in vier zentrale Servicecenter in Berlin, Potsdam, Cottbus und Frankfurt Oder und Neuruppin, 25 Geschäftsstellen und 17 Servicestellen in Kooperation mit Signal Iduna. Die Versicherten werden von rund 550 Mitarbeitern betreut. Die IKK hat einen Alleinvorstand und einen paritätisch besetzten Verwaltungsrat.